# إيفاريستو ماركيز
إيفاريستو ماركيز (بالإسبانية: Evaristo Márquez)‏ هو ممثل كولومبي، ولد في 23 أغسطس 1939 في كولومبيا، وتوفي في 15 يونيو 2013 بكارتاهينا في كولومبيا بسبب مرض قلبي وعائي.

## وصلات خارجية
- إيفاريستو ماركيز على موقع IMDb (الإنجليزية)
- إيفاريستو ماركيز على موقع روتن توميتوز (الإنجليزية)
- إيفاريستو ماركيز على موقع قاعدة بيانات الفيلم (الإنجليزية)